# Cesare Cesariano

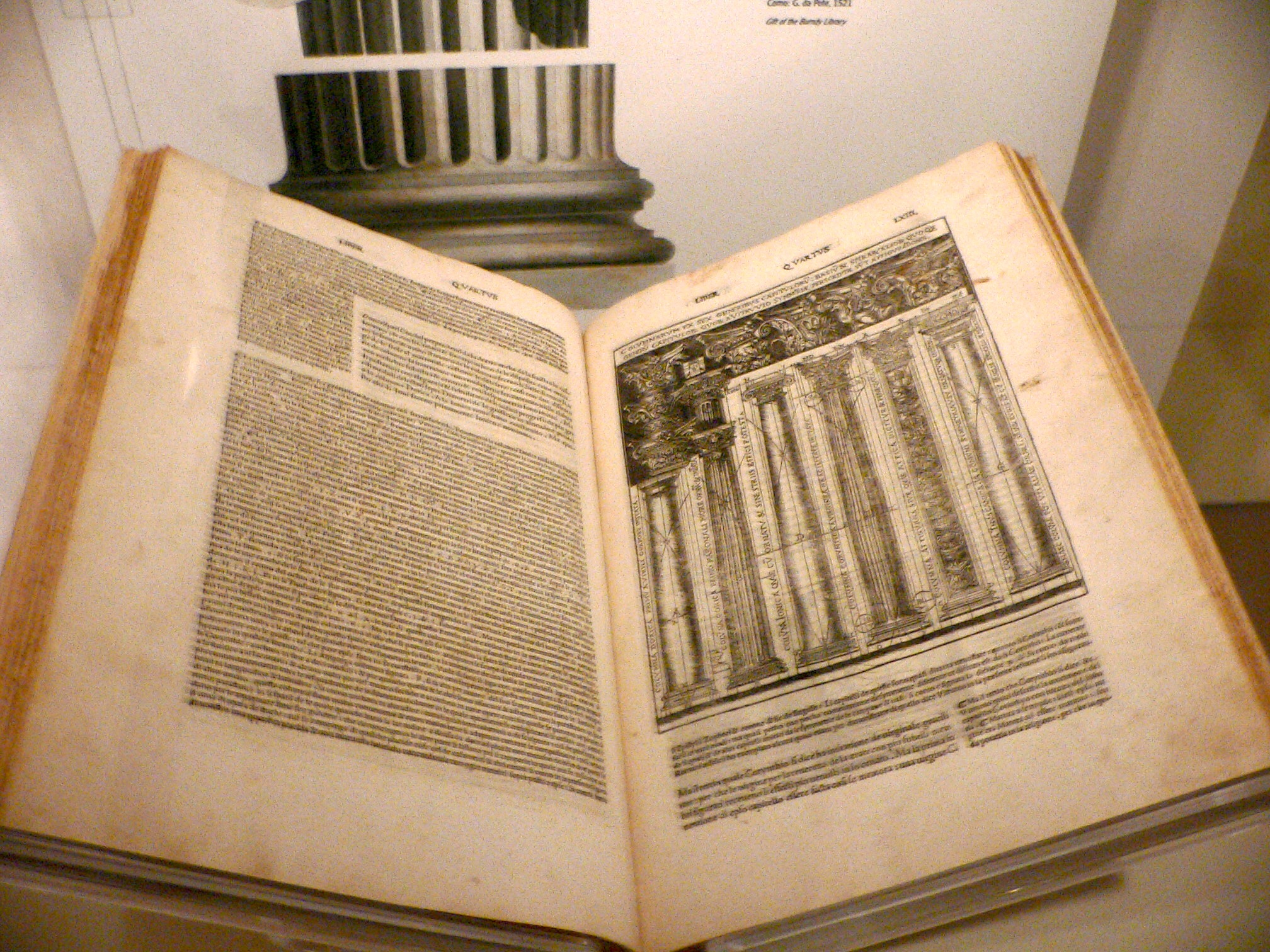
De Italiaanse uitgave uit 1521 van Vitruvius' De architectura, vertaald en geïllustreerd door Cesare Cesariano

Cesare di Lorenzo Cesariano (Milaan, 1475 – aldaar, 1543) was een Italiaans schilder, architect en architectuur-theoreticus. Hij vertaalde Vitruvius' De architectura in het Italiaans.

## Biografie
Cesariano werd in Milaan geboren. In 1496 woonde hij een tijdje in het gebied Reggio Emilia. In de vroege jaren 1500 werkte hij in de stad Parma. Daar werd de oorspronkelijk tiende-eeuwse kerk San Giovanni Evangelista tussen 1498 en 1520 in de stijl van de renaissance vernieuwd. Het was Cesariano die de sacristie ervan een versiering met fresco's gaf. In 1507 was hij in Rome. Daar hadden schilders als Perugino, Pintuicchio en Luca Signoreli gewerkt aan wandschilderingen van de Sixtijnse Kapel. Michelangelo zou daar in 1509 aan de beroemde plafondschilderingen beginnen.

### Milaan
Cesariano was echter het actiefst in Milaan. Deze stadstaat werd sinds 1450 geregeerd door de familie Sforza ('Sterk'). Zij verwierven de titel 'Hertog van Milaan'. De regerende hertog Galeazzo Maria Sforza (1444-1476) werd 1476 vermoord. Zijn zoon die hem zou moeten opvolgen, Gian Galeazzo Sforza (1469-1494), was echter nog minderjarig. De broer van zijn vader, zijn oom, Ludovico Sforza (1452-1508), nam het regentschap op zich en greep daarbij de macht. De jongen bleef alleen in naam hertog, zou nooit als zodanig regeren en stierf ook nog jong. Ludovico Sforza regeerde dan ook van 1494 tot 1500 als officieel hertog door. Onder constante dreiging van overname door andere machthebbers herbouwden de Sforza's in Milaan een in 1450 verwoest kasteel. Zij wilden de inrichting naar hun status ook de glamour van een renaissancepaleis geven, het Castello Sforzesco. De vanaf 1482 aangeboden diensten van Leonardo da Vinci (1452-1519) als 'ingenieur en schilder van de vorst' kwamen Ludovico Sforza dan ook goed van pas. Leonardo da Vinci's ontwerpschetsen voor militaire en technische constructies zijn beroemd. Zijn decoratieve wandschilderingen in het Castello Sforzesco zijn bewaard gebleven en 'De dame met de hermelijn' was waarschijnlijk de minnares van Ludovico Sforza.
In 1500, in de tijd bekend als de Italiaanse Oorlogen, vielen de Fransen Noord-Italië en Milaan binnen. Ludovico Sforza en zijn gezin weken uit naar familie aan het Duitse hof van Maximiliaan I, de grootvader en eermaals regent van Karel V die heerste over een groot deel van Europa. Toen kort daarop Milaan echter even ontzet leek, keerde Ludovico Sforza er terug, maar werd direct uitgeleverd aan Frankrijk en zou daar in 1508 als politiek gevangene sterven. Nadat de Fransen waren verdreven kreeg in 1512 de oudste zoon van Ludovico Sforza, Massimiliano Sforza (1493-1530), als eerherstel voor de familie weer de macht over Milaan. Cesariano kwam in 1512, 1513 daar terug en werd in de voetsporen van Leonardo da Vinci militair ingenieur aan zijn hof en hielp bij de verdere werken aan het Castello Sforzesco. Een bastion bekend als tenaglia is wellicht door Cesariano ontworpen. 

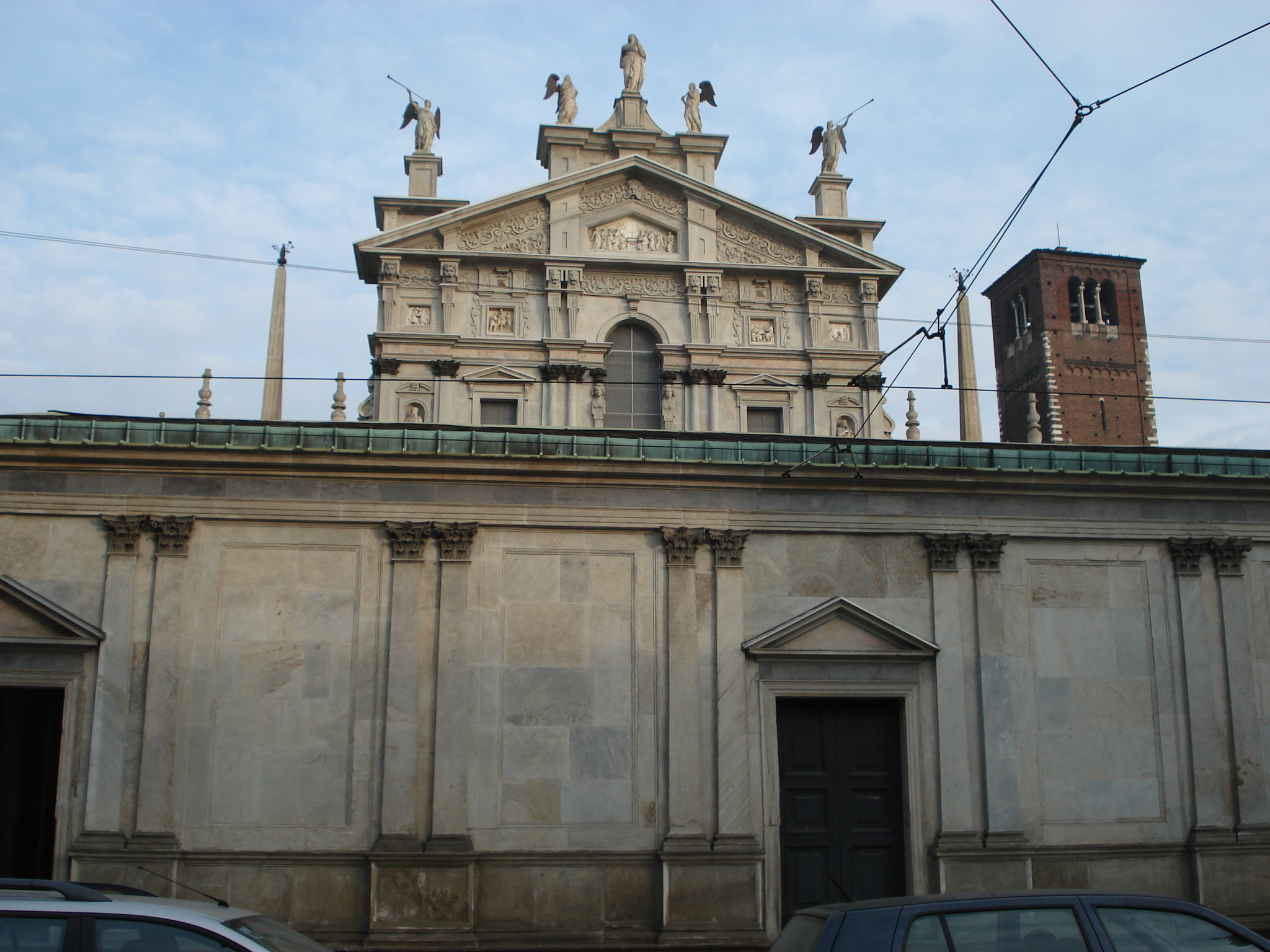
Pronaos of portaal van de kerk Santa Maria presso San Celo, toegeschreven aan Cesare Cesariano

In Milaan was in 1490 begonnen aan de bouw van de kerk Santa Maria presso San Celo. Cesariano zou het atrium ervan hebben gebouwd. Hij heeft mogelijk ook gewerkt aan het portaal van de kerk. Ook was men in Milaan bezig aan de bouw van zijn nu beroemde kathedraal (Duomo). Cesariano gaf zijn medewerking aan de decoratieve schilderingen van de Sala dei Deputati. Deze werd in de negentiende eeuw gesloopt. 

### Hertogelijk ingenieur
In 1515 vielen de Fransen opnieuw Noord-Italië en Milaan binnen. Massimiliano Sforza werd gevangen genomen en stierf in 1530 in ballingschap. Karel V versloeg de Fransen in 1525 en zou in 1530 in Bologna ook als heerser over Italië worden gekroond (de beruchte plundering van Rome, de Sacco di Roma, in 1527 was door zijn huurlingenleger). Karel V benoemde Francesco Sforza, die zich nog aan het Duitse hof van de grootvader van Karel V bevond, als 'Spaans gouverneur' tot hertog van Milaan. Na jaren van oorlogen wilde deze Milaan weer zijn glans terug geven. Het was weer Cesariano die door hem in 1528 als hertogelijk ingenieur werd aangesteld. In 1535 zou Cesariano opzichter van de werkzaamheden aan de Duomo zijn geworden.

## Vitruvius-vertaling

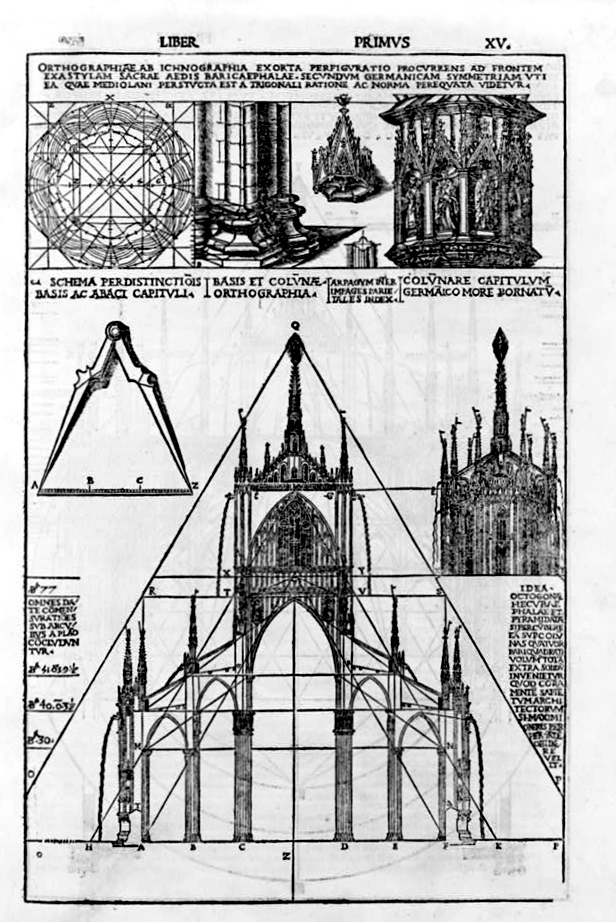
Gravure van de Dom van Milaan uit Vitruvio, De architettura (1521)

In 25 voor Christus had de Romeinse architect Vitruvius bouwkundige principes opgetekend in zijn geschrift De Architettura Libri Decem (De tien boeken van architectuur, in 2003 in het Nederlands verschenen als Handboek Bouwkunde).
Het bevatte hooggeschatte regels voor de gedachte ideale compositie van een gebouw, de constructie en de versieringen ervan. Daaronder de Romeinse boog en tempelvormen als het fronton en de zuil of pilaar. Het werk was echter verminkt overgeleverd. Zo ontbraken de tekstverduidelijkende tekeningen. Ook Vitruvius' technisch taalgebruik en onbegrijpelijk Latijns gaf problemen. Velen poogden de ware bedoeling van Vitruvius te achterhalen. Ieder had dan ook zijn eigen ideeën hoe Vitruvius het bedoeld zou hebben. Zo had in 1451 Leoni Battista Alberti (1404-1472) zijn interpretatie uitgegeven. Vanaf 1537 zou Sebastiano Serlio (1475-1553/55) deelboeken uitgeven waarin hij Vitruvius' ideeën vooral door middel van illustraties van onder meer gebouwen weergaf. In 1562 zou ook Giacomo Barozzi da Vignola (1507-1573) zijn zienswijze door middel van illustraties te boek stellen. 

### Vertaling van Cesariano
Het was echter Cesare Cesariano die als eerste Vitruvius' De architettura in een moderne taal wist te vertalen, het Italiaans On Lucius Vitruvius Pollio's 'Architettura'. Ook bevatte het als eerste de volledige tekst. Daarbij voegde hij commentaren bij. Het werd in 1521 in Como uitgegeven en had prachtige door middel van houtgravure gemaakte illustraties. Het bevatte 360 bladzijden en een oplage van 1300. Cesariano's uitgave van Vitruvius geeft een helder beeld van hoe men zich in de Renaissance de architectuur van de klassieke oudheid voorstelde. Dat hij daarbij zelfs de hem zo bekende Duomo van Milaan opvoert, die toch echt in de stijl van de neogotiek is, kan als curieus worden bestempeld. Onder zijn illustraties is een poging om Vitruvius' lering met betrekking tot het toepassen van proportioneel juiste verhoudingen weer te geven. De menselijke 'door God gevormde dus 'goddelijke' maat als uitgangspunt nemend tekende men daarvoor 'de ideaal geproportioneerde man'. De tekening die Leonardo da Vinci ca. 1490 daarvan maakte is de beroemdste. Maar veel 15e-eeuwse theoretici gaven er hun interpretatie van.  

### Vertaling van Daniele Barbaro
De Vitruvius-uitgave van de geleerde Daniele Barbaro (1513-1570) echter overtroffen alle voorgaande. In 1547 was ook Daniele Barbaro reeds begonnen aan een Vitruvius-vertaling met daarbij commentaren en ideeën. Daniele Barbaro publiceerde in 1556 een vertaling in het Italiaans met commentaar. In 1567 publiceerde hij een editie in het Latijn. Daniele Barbaro erkende echter dat de diepgaande kennis op het gebied van architectuur en archeologie van architect Andrea Palladio (1508-1580) had bijgedragen aan dit werk. De zo ontbeerde tekstverduidelijkende illustraties die Andrea Palladio hier speciaal voor maakte, getuigen hiervan. Het maakte het zo tot de meest accurate versie van Vitruvius' architectuurboek tot dan toe. 
Andrea Palladio zelf werd beroemd door de praktische en eigentijdse manier waarop hij de bouwprincipes van Vitruvius in ontwerpen van zijn Palladiaanse villa's in Veneto, stadspaleizen in Vicenza en kerken in Venetië realiseerde. Zijn later wijdverbreide geschrift I quattro libri dell'architettura (De vier boeken van architectuur) uit 1570 werd ter inspiratie en als voorbeeldboek eeuwenlang wereldwijd voor veel bouwwerken gebruikt. Hij werd zelfs in 2010 door het Congres van Amerika tot de 'Vader van de Amerikaanse architectuur' uitgeroepen.
Cesariano's Vitruvius-uitgave had die impact niet. Maar het was wel een van de bekendere vroege interpretaties van Vitruvius' gedachtegoed. En ook nog in leesbaar Italiaans. 

## Invloed van zijn werk in Nederland
Als rijk en vooraanstaand edelman in de Nederlanden was Maximiliaan van Egmond (1509-1548), zoon van Floris van Egmond (ca. 1470-1539), onder meer graaf van Buren en heer van IJsselstein en Grave, in 1530 bij de kroning van Karel V in Bologna. Daar kwam hij in contact met Alessandro Pasqualini (1493-1559). De van Egmonds namen Alessandro Pasqualini in dienst als bouwheer en deze zou 18 jaar in Nederland verblijven. 

### Alessandro Pasqualini

#### Hervormde kerk in IJsselstein

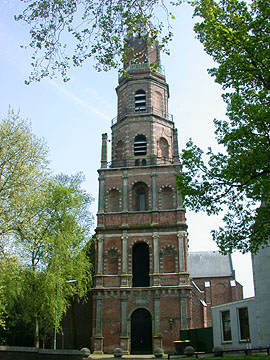
De hervormde kerk in IJsselstein in renaissance-stijl

In 1532 kreeg hij opdracht een toren te bouwen aan de in 1310 gestichte Hervormde of Oude St. Nicolaaskerk in IJsselstein. Daarbij zouden voor het eerst in Nederland de klassieke bouwvormen en verhoudingen moeten worden gebruikt zoals Vitruvius die had beschreven. Maar de boeken over architectuur van Sebastiano Serlio, Daniele Barbaro en Andrea Palladio waren nog niet uitgekomen. Er was echter wel de Vitruvius-editie van Cesariano beschikbaar, die in de moedertaal van Alessandro Pasqualini was geschreven. De toren aan de kerk kreeg drie vierkante onderbouwen. Teruggrijpend op de Romeinse bouwkunst kregen ze als versiering Romeins bogen die lijken op de muren van een Romeins amfitheater. Cesariano's getekende interpretatie van het door Vitruvius beschreven antieke theater was het voorbeeld. Verwijzend naar de door muren niet meer als ondersteuning nodige pilaar zoals bij tempels kregen ze aan meerdere zijden pilasters (niet dragende tegen de muur geplaatste 'platte zuilen'). Het onderste vierkant werd versierd met het pilaarkenmerkende kapiteel behorend bij de Korinthische orde, die daarboven met het kapiteel van de Ionische orde en daarboven weer het kapiteel van de Korinthische orde. (Het Colosseum in Rome uit 78 na Christus heeft deze zelfde stapeling maar met halfzuilen (niet-dragende en met een platte kant tegen de muur geplaatste zuilen). In de hiërarchie van de door de navolgers van Vitruvius gehanteerde hooggeschatte zogenoemde pilarenorde (ook pilasterorde genoemd, een verwante bouworde van vijf verschillende pilaarvormen) behoren deze tot de middelste drie. De uitvoering van het kapiteel van de Dorische orde en die van de Ionische orde aan de toren staan zo ook in Cesariano's boek. De pilasters van de Dorische orde aan de achterzijde lopen ongewoon om de hoek door. Ook dit is een vondst overgenomen uit Cesariano's boek. 
De toren kreeg ook een achtzijdige bovenbouw. Daarvoor weer stond Cesariano's getekende interpretatie van de door Vitruvius genoemde achtzijdige Toren van de Winden in Athene uit de 1e of 2e eeuw voor Christus model. Deze gaf op vernuftige wijze de tijd en windrichting aan. Ook andere details van de versieringen aan de toren zijn precies naar de tekeningen van Cesariano. Ook de – later verhoogde – toren van de 14e-eeuwse Sint-Lambertuskerk in Buren werd in 1540 door Cesariano met een achtkant in de stijl van de renaissance verhoogd. Het heeft rondbogen en nissen. Ook kreeg het onversierde zuiltjes behorend tot de Toscaanse orde. In de pilarenorde of zuilenorde behoort deze tot de daarin als laagst geplaatste.

#### Kasteel Huis Buren
Het – later gesloopte – kasteel Huis Buren, waar hij stad en kasteel van vestingwerken voorzag, verbouwde hij in 1538 tot een kasteel in de stijl van de renaissance, onder meer door de aanleg van mooi gedetailleerde open galerijen rond de binnenplaats. Mogelijk was dit in samenspraak met de eveneens uit Bologna komende Tomasso Vincidor (1493-1536). Deze was in diezelfde tijd in dienst van Graaf Hendrik III van Nassau-Breda (1483-1538). Tomasso Vincidor hielp hem als bouwmeester vanaf 1536 het middeleeuwse kasteel van Breda om te bouwen tot een klassiek residentiepaleis. Oorspronkelijk gaf hij één binnenhof op grond van Cesariano's boek op zijn drie etages open galerijen. Op de begane grond kreeg deze als versiering de zuil met het kapiteel van de Dorische orde, die daarboven het kapiteel van de Ionische orde en die daarboven het kapiteel van de Korintische orde. In de hiërarchie van de pilarenorde behoren deze tot de middelste drie. Tomasso Vincidor had het kasteel een plattegrond gegeven gebaseerd op het door Vitruvius beschreven klassieke Romeinse huis. Dit volgens Cesariano's tekeningen. Ook andere details van de versieringen zijn door Tomasso Vincidor overgenomen van Cesariano's tekeningen. 

#### Olde Vleyshuis Kampen

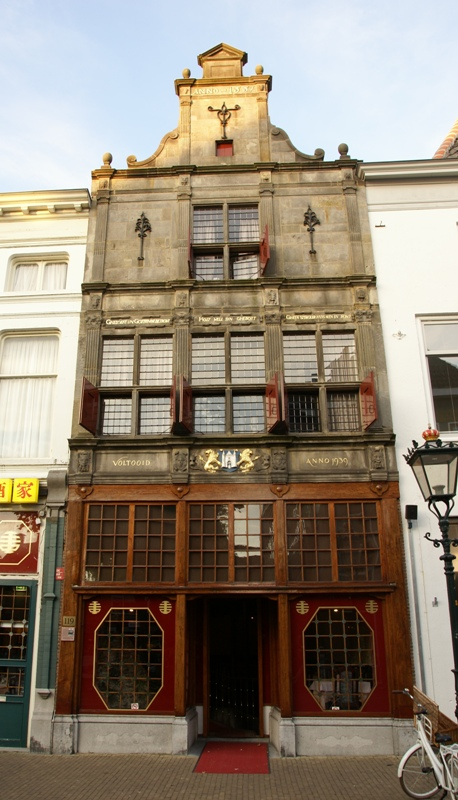
Het Vleeshuis in Kampen

In het zogenoemde Olde Vleyshuis in Kampen werd vanaf eind 15e eeuw gecontroleerd, gekeurd en vlees verkocht. Uit onderzoek is gebleken dat in het in 1557 werd verbouwd. Daarbij kreeg het een gevel in de stijl van de vroege renaissance, versierd met pilasters. Op de ene etage werd deze versierd met het kapiteel van de Ionische orde en op de etage daarboven met het kapiteel van de Korinthische orde. In de hiërarchie van de pilarenorde behoren deze tot de hogere orden. Als voorbeeld voor de uitvoering is waarschijnlijk de Vitruvius-uitgave van Cesariano gebruikt. In 1939 is de gevel abusievelijk in de stijl van het Hollands-renaissance-maniërisme van rond 1596 gereconstrueerd, foutief uitgaande van dat jaar als eerste gevelverbouw. In plaats van Cesariano's boek te gebruiken werden dan ook voorbeelden van versieringen uit bronnen na Cesariano gebruikt.

### Jacob van Campen en Constantijn Huygens
De architect Jacob van Campen (1595-1657) en de ook sterk in architectuur geïnteresseerde staatssecretaris Constantijn Huygens (1596-1687) maakten een gezamenlijke studie van Vitruvius. Constantijn Huygens had in 1620 als secretaris van een staatsgezantschap zelf gebouwen van Andrea Palladio in Italië gezien blijkens zijn verslag Journaal van de reis naar Venetië (bewaard in de Koninklijke Bibliotheek in 's-Gravenhage, in 2003 voorzien van uitleg uitgegeven). Hij zou zelfs omstreeks 1633 op het Plein in 's-Gravenhage een – inmiddels gesloopt – huis in de bouwstijl van het classicisme bouwen. Onder de verschillende Vitruvius-edities die zijn voor hun studie ter beschikking hadden waren die van Fra Giacondo, Daniele Barbaro en Cesare Cesariano. Bij de opzet van zijn huis ging Constantijn Huygens uit van de wiskundige principes en voorgeschreven verhoudingen door Vitruvius, zoals die onder anderen door Andrea Palladio waren vastgelegd. Jacob van Campen liet zich in 1648 bij het ontwerpen van het Stadhuis op de Dam, nu Paleis op de Dam, echter vooral leiden door het werk van Vincenzo Scamozzi, Palladio's artistieke erfgenaam, en het uiterlijk van bepaalde Romeinse bouwwerken.

## Overlijden
Schijnbaar menend toch niet de waardering te krijgen die hij zou mogen verwachten zou Cesare Cesariano in 1543 als een verbitterde zich verwaarlozende man zijn gestorven. Hij zal echter herinnerd worden als de auteur van de eerste volledige en Italiaanse vertaling van Vitruvius' nalatenschap en zo degen die de klassieke bouwvormentaal naar Nederland bracht.